# Denglisch
Le denglisch, ou en anglais Germish, est un mot-valise assemblé des mots Deutsch (allemand) et Englisch (anglais). On parle de denglisch lorsque des mots ou expressions anglaises sont insérés dans une phrase à structure grammaticale allemande (c'est surtout le cas pour les déclinaisons). Comme ce phénomène est, sans nécessité, très répandu dans l'espace germanophone, même les anglophones l'appellent de manière dépréciative German linguistic submissiveness (« soumission linguistique allemande »).

## Les différences entre denglisch et anglicismes
Les anglicismes sont des emprunts de l'anglais. La notion d'« anglicisme » n'englobe pas une modification des mots empruntés. La notion de denglisch ne semble pas définie clairement. Ce qui est ou n'est pas du denglisch est un avis subjectif. [réf. nécessaire]
Quand on parle le denglisch, les verbes et adjectifs allemands sont remplacés par les équivalents anglais même si des mots adéquats existent en allemand.
- 1er exemple : Der Flug wurde gecancelt. (« le vol fut annulé » ou en franglais mot à mot : « le vol fut cancellé »). Les linguistes puristes demanderaient de dire Der Flug wurde abgesagt (le vol fut annulé).
- 2nd exemple : Ich habe dir gestern abend eine E-Mail geschrieben (je t'ai écrit un e-mail hier soir) est un anglicisme alors que la phrase Ich habe dir gestern geemailt (« je t'ai « mailé » hier soir ») serait du denglisch.

On peut aussi voir à travers ces exemples que l'allemand et l'anglais sont si proches que les emprunts anglais passent dans la langue allemande bien que les critiques du denglisch remettent ce fait en doute. Pourtant, les linguistes y montrent la force de la grammaire allemande : les mots empruntés sont en effet modifiés à l'allemande (déclinaison, accentuation) et non conservés tels quels (à l'anglaise).

## Développements et exemples

### Mots étrangers et mots d'emprunt
De nombreux anglicismes sont ressentis comme surprenants puisqu'ils ne sont pas encore assimilés à la langue et n'y sont pas depuis assez longtemps. Il faut ajouter à cela les problèmes liés à la traduction. De nombreux journalistes de pays anglophones traduisent donc mal leurs termes en allemand. Par exemple, administration dans the Bush administration (en) (le gouvernement Bush) est souvent traduit par Bush administration (de) au lieu de Regierung Bush (de) parce que administration est un faux-ami entre allemand et anglais ; il a en en allemand le sens d'« administrer ».
Dans les domaines où l'anglais, on change plusieurs fois dans la même phrase entre l'allemand et l'anglais : en informatique, musique pop, économie et sciences :

- (de) Ich musste die Harddisk neu formatieren, weil der falsch gesteckte Jumper zur Datenkorruption geführt hat und die Maschine gecrash ist.

- (fr) Je dois reformater le disque dur (hard disk), parce que des cavaliers (jumpers) mal placés ont conduit à la corruption de données (data corruption), et la machine a planté (to crash).

Sans anglicismes la phrase serait devenue (par exemple) :
- Ich musste die Festplatte neu formatieren, weil die falsch gesetzte Steckbrücke zur Datenverfälschung geführt hat und die Maschine abgestürzt ist.

Même dans la publicité, on utilise souvent des mots clefs qui sonnent bien mais dont la signification, voire la traduction, ne paraît le plus souvent pas très claire. On assimile souvent l'expression Kundendienst (de) à Service (en) alors que le premier terme désigne les services rendus aux clients. Cette assimilation est pourtant pratiquée par de nombreux grandes entreprises.
On assiste donc à de nouveaux procédés et trouvailles qui sont souvent connus en anglais et raccourcis. Les désignations de produit uniformes montrent que les processus de commercialisation et fabrication dans une économie globalisée rendent toutefois cette procédure en partie compréhensible. De temps en temps, des raccourcis allemands sont également incorporés dans l'aire linguistique anglo-américaine.

### Grammaire
Un autre phénomène existe : l'emprunt de constructions syntaxiques anglaises dans la langue allemande. Cela provient en partie de traduction incomplète ou amateure de textes anglais en allemand. Lesexemples le plus connus sont certainement l'expression in 2005 au lieu de im Jahr(e) 2005 ou 2005 (seul) et l'utilisation de l'apostrophe (’s) à la place du génitif (–s).

### Autres exemples

#### Handy
Un exemple connu mais erroné est celui du terme Handy. Le mot en allemand signifie « téléphone mobile, téléphone portable ». Le mot en anglais est utilisé pour désigner des radios mobiles à usage militaire par Motorola, ce qui est appelé Walkie Talkie en allemand (« talkie walkie » en anglais) et la version plus légère Handie Talkie.
En 1993, les entreprises Bosch Telecom (de) et Hagenuk développent leur téléphone mobile et le nomment « Handy », qui viendrait certainement du nom abrégé d'un produit originaire d'un pays anglophone mais n'a jamais été établi.
D'ailleurs, on parle en anglais britannique de mobile phones et en anglais américain de cell(ular) phones.

#### Smoking
Un autre cas, vieux de 100 ans, est Smoking. On parle anglais britannique de dinner jacket et en anglais américain de Tuxedo. Ce faux anglicisme existe également en français.

## Dans d'autres pays
On ne remarque pas ce phénomène uniquement en Allemagne ou dans les pays anglophones. Depuis le président Charles de Gaulle, on cherche aussi en France à endiguer les anglicismes français et le franglais. De nouvelles lois sont adoptées, dont la dernière est la loi Toubon, nommé après Jacques Toubon, ancien ministre de la culture et la Francophonie. Cela montre que même dans un pays centralisé comme la France, on peut observer ce comportement.
Des lois similaires existent aussi en Lettonie, en Lituanie, en Pologne, en Roumanie, en Slovénie, en République tchèque et en Hongrie et dans les cantons suisses du Jura et du Tessin.
Dans les pays ci-dessus, on se réfère à l'administration publique mais aussi à la protection des consommateurs de sorte que, par exemple, les contrats et les offres d'emploi doivent aussi être rédigés en langue nationale pour les institutions juridiques puisque seule celle-ci possède force de loi.

## Lalemande mélangé à d'autres langues
- Alemañol, allemand mélangé avec l'espagnol